# Fontaine de Digne-les-Bains
La fontaine de Digne-les-Bains est une fontaine située à Digne-les-Bains, en France.

## Description
La Grande Fontaine est construite en pierre de Marcoux et de Bercelonnette en 1828 et constitue le trop-plein d'un réservoir. 
Elle se compose de deux bassins, d'un portique à deux faces, de 7 colonnes surmontées de chapiteaux d'ordre toscan caractéristique de la période de la Restauration, et de deux vasques. 
Lieu de vie et monument historique emblématique de Digne, la Grande Fontaine a été peinte par de nombreux artistes et certains photographes ont même fait monter leur fils au sommet pour un cliché original datant de 1899. 
Souvent envahie de concrétion calcaires et de végétation, elle nécessite des travaux réguliers. Ainsi, en 2006, 20 m3, soit environ 30 tonnes de concrétions qui menaçaient son équilibre, ont dû être enlevés. (Source : inscription sur le côté de la fontaine)

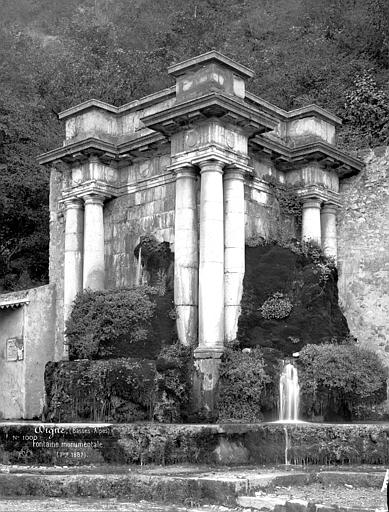
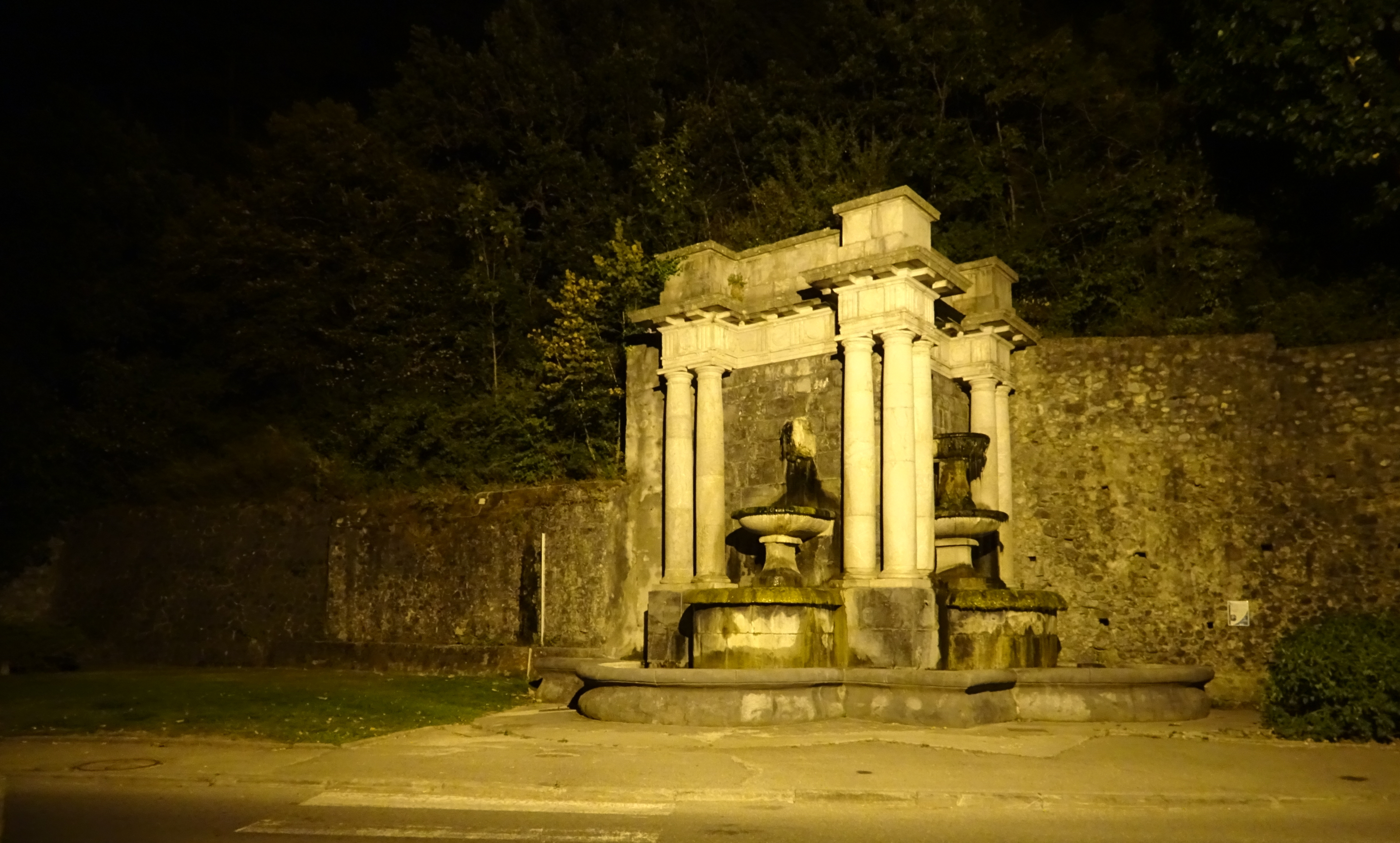

## Localisation
La fontaine est située rue de la Grande-Fontaine sur la commune de Digne-les-Bains, dans le département français des Alpes-de-Haute-Provence.

## Historique
Afin d'améliorer l'approvisionnement en eau de Digne et sa qualité, la source "des Cinq Sols", située au quartier du Bourg, entre les vallons de la Colette et de la Prévôté est exploitée à partir de 1820. (Source : inscription sur le côté de la fontaine)
L'édifice est inscrit au titre des monuments historiques en 1927.